# Isidore de Chastellier
Marie-Joachim-Isidore de Chastellier est un homme politique français, né le 8 juillet 1775 à Nîmes (Gard) et mort le 15 juillet 1861 dans la même ville.

## Mandats
- Conseiller municipal de Nîmes (1810) puis adjoint au maire
- Maire de Nîmes (1825-1832)
- Conseiller général
- Député du Gard (1827-1837)
- Pair de France (1841-1848)

## Distinction
- Officier de la Légion d'honneur (1837)

## Sources
- « Isidore de Chastellier », dans Adolphe Robert et Gaston Cougny, Dictionnaire des parlementaires français, Edgar Bourloton, 1889-1891 [détail de l’édition]
- Armand Cosson, « Chastellier », dans Grands notables du Premier Empire : Gard, Paris, Éditions du CNRS, 1980 (ISBN 2-222-02661-X), p. 17.